# Коста-риканская пума
Коста-риканская пума (лат. Puma concolor costaricensis) — подвид пумы, водится в регионе Центральной Америки.

## Описание
Она охотиться в основном ночью, но может выходить и днем в поисках еды. В пометы обычно рождается 3 детеныша. У нее коричневатая шерсть без пятен. Она вторая кошка по величине в Коста-Рике. Как и другие пумы, она удивительно быстрая.
Находится под угрозой исчезновения. Внешне похожа на флоридскую пуму. Населяет разнообразные биотопы, преимущественно лесные.